# The Time of No Time Evermore
The Time of No Time Evermore ist das Debütalbum der niederländischen Band The Devil’s Blood.

## Entstehung
Das Material entstand mit Unterbrechungen ab Anfang 2007, wobei The Anti-Kosmik Magick das erste und das Ende 2008 geschriebene Rake Your Nails Across the Firmament das letzte Stück war. Als erste Single erschien I’ll Be Your Ghost, was laut Selim „SL“ Lemouchi „mehr oder weniger die Entscheidung unseres Labels“ war. Die Band war mit der Entscheidung „unter der Bedingung, dass die Single in einer wertigen Verpackung und mit einer starken B-Seite veröffentlicht wird“ einverstanden.

## Titelliste
1. The Time of No Time – 2:17 (Text und Musik: SL)
2. Evermore – 3:09 (Text und Musik: SL)
3. I’ll Be Your Ghost – 4:12 (Text und Musik: SL)
4. The Yonder Beckons – 6:04 (Text: Erik Danielsson; Musik: SL)
5. House of Ten Thousand Voices – 5:10 (Text und Musik: SL)
6. Christ or Cocaine – 5:12 (Text und Musik: SL)
7. Queen of My Burning Heart – 3:55 (Text und Musik: SL)
8. Angel’s Prayer – 4:31 (Text und Musik: SL)
9. Feeding the Fire With Tears and Blood – 5:10 (Text und Musik: SL)
10. Rake Your Nails Across the Firmament – 3:43 (Text und Musik: SL)
11. The Anti-Kosmik Magick – 11:10 (Text und Musik: SL)

## Musikstil und Texte
Die Musik der Band wirkt laut Robert Müller vom Metal Hammer „gegen die heutigen Extrem-Sounds geradezu aufreizend altmodisch, kombiniert Siebziger-Hard Rock mit psychedelischen Elementen“. Frank Thießies vom selben Magazin verglich sie mit The 13th Floor Elevators und Blue Öyster Cult. Gegenüber der EP Come, Reap ist das Material „etwas kompakter und geradliniger“. Eduardo Rivadavia von Allmusic bezeichnet die Musik als „visionäre Mischung aus Hard Rock, Psych Rock, Acid Rock, und sogar Artrock, triefend vor obsessiv detailliertem satanischem Ritual“. Er hebt Farida Lemouchis Vibrato-Gesang hervor und weist auf die stilistische Bandbreite hin.
Das Album beginnt mit The Time of No Time, einer ruhigen Einleitung zum „recht geradlinigen, kompakten Rock-Song“ Evermore. Auch I’ll Be Your Ghost ist „eher kompakt und eingängig, mit treibendem Vibe“. Der „hintergründige krasse Text“ steht laut Diana Glöckner vom Metal Hammer „im Kontrast zu der fast schon fröhlich wirkenden Melodie“. Rivadavia ordnet das Lied dem Garage Rock zu, es verbinde die Nuggets-Generation mit Pentagram. The Yonder Beckons mit seiner laut Rivadavia „schaurigen Melancholie“ beginnt „mit heavy Gitarren und sorgt mit einem dunklen Unterton für Gänsehaut. Nach einem ruhigen Zwischenspiel folgt die volle Dosis psychedelischer Seventies-Vibes.“ House of Ten Thousand Voices „[w]irkt beim ersten Hören etwas sperriger als die anderen Tracks. Für The Devil’s Blood-Verhältnisse recht hart – selbst die sphärischen Parts sind mit einer treibenden Rhythmik unterlegt.“ Bei diesem Lied wurden zahlreiche Stimmen übereinandergelegt, was laut Andreas Himmelstein vom Rock Hard an einen Horrorfilm erinnert. Selim Lemouchi wollte die Bedeutung dieser Stimmen nicht erklären, „weil Wahrnehmung eine individuelle Angelegenheit ist“. Christ or Cocaine erinnert Rivadavia an Fleetwood Macs Tusk und pendelt laut Glöckner „zwischen dem Feeling von typischem Siebziger-Jahre-Drogen-Rock und mehr Härte“. Bei Christ or Cocaine geht es „um Tod und Elend – und darum, seinen Weg zu finden“. Queen of My Burning Heart wird von Glöckner als „[e]ingängig, flott, treibend und geradewegs nach vorne“ beschrieben und erinnert sie an „eine Jefferson Airplane-Variante auf Speed und mit schlechter Laune“. Angel’s Prayer beginnt „mit einer Gitarre, die sich sofort ins Langzeitgedächtnis brennt“. Farida Lemouchis Gesang „jagt einem Gänsehaut den Rücken hinunter“. Feeding the Fire With Tears and Blood „wirkt erneut etwas düsterer und dunkler, die schweren Gitarren teils fast schon blues-rockig“. Rake Your Nails Across the Firmament ist ein „[t]reibender Rock-Song, der in Siebziger-Rock-Feeling schwelgt und eine derart drogengeschwängerte Atmosphäre kreiert, dass man die duftenden Rauchschwaden förmlich aus den Boxen wabern sieht“. The Anti-Kosmik Magick ist ein laut Glöckner „wunderschöner atmosphärischer Rock-Song mit melancholischer Unternote und einer ausgiebigen Instrumental-Passage“. Rivadavia bezeichnete das Lied als episch, es scheine Thin Lizzy und Judas Priest zum Begräbnis einzuladen.

## Rezeption
Himmelstein zufolge war The Time of No Time Evermore „das meisterwartete Debütalbum einer Band der letzten Jahre“, und die Band habe „allen Unkenrufen zum Trotz […] ein Meisterwerk vorgelegt und es tatsächlich geschafft, den hohen Erwartungen gerecht zu werden“. Götz Kühnemund zufolge werde es „Monate, vielleicht Jahre dauern, bis weite Teile der Szene die Bedeutung dieses Albums und dieser Band erkennen“. Sie werde „dann realistisch gesehen werden: als originelle, klassische Rockband, deren ideologischer Unterbau sicher nicht jedermanns Sache ist, der der (höchst anspruchsvollen) Musik aber eine spirituelle, magische Tiefe gibt, der man sich nicht entziehen kann“. Man müsse „Meisterwerke wie ‚The Anti-Kosmik Magick‘, ‚Christ Or Cocaine‘, ‚House Of 10.000 Voices‘, ‚Evermore‘ oder ‚The Yonder Beckons‘ […] lieben – oder aber voller Überzeugung ablehnen“. Er selbst liebe diese Band „wie keine andere der letzten Jahre“, obwohl er für ihren orthodoxen Satanismus „absolut nicht anfällig“ sei. Das Rock Hard nahm die Veröffentlichung in die Liste der „250 Black-Metal-Alben, die man kennen sollte“ auf.
Laut Thießies ist die Band mit ihren Rock-Referenzen „über jegliche Kritik erhaben., zumal sie ihr Retro-Handwerk von der Riff- über die Picking-Pike bis zum betörenden Sirenen-Gesang von Frau F. perfekt beherrschen“. Glöckner zufolge bewies die Band mit ihrem Debüt, dass sie die Substanz habe, „die schnell entfachte Begeisterung auch langfristig zu rechtfertigen“. Die gegenüber der EP etwas kompakteren und geradlinigeren Stücke ließen „den psychedelischen Vibe nie vermissen. Ein hervorragendes Album ohne Ausfälle.“ Das deutsche Magazin Visions führte im Frühjahr 2017 das Album in ihrer Liste der 66+6 besten Metal-Alben des dritten Jahrtausends.